# Giacinto Fabbroni

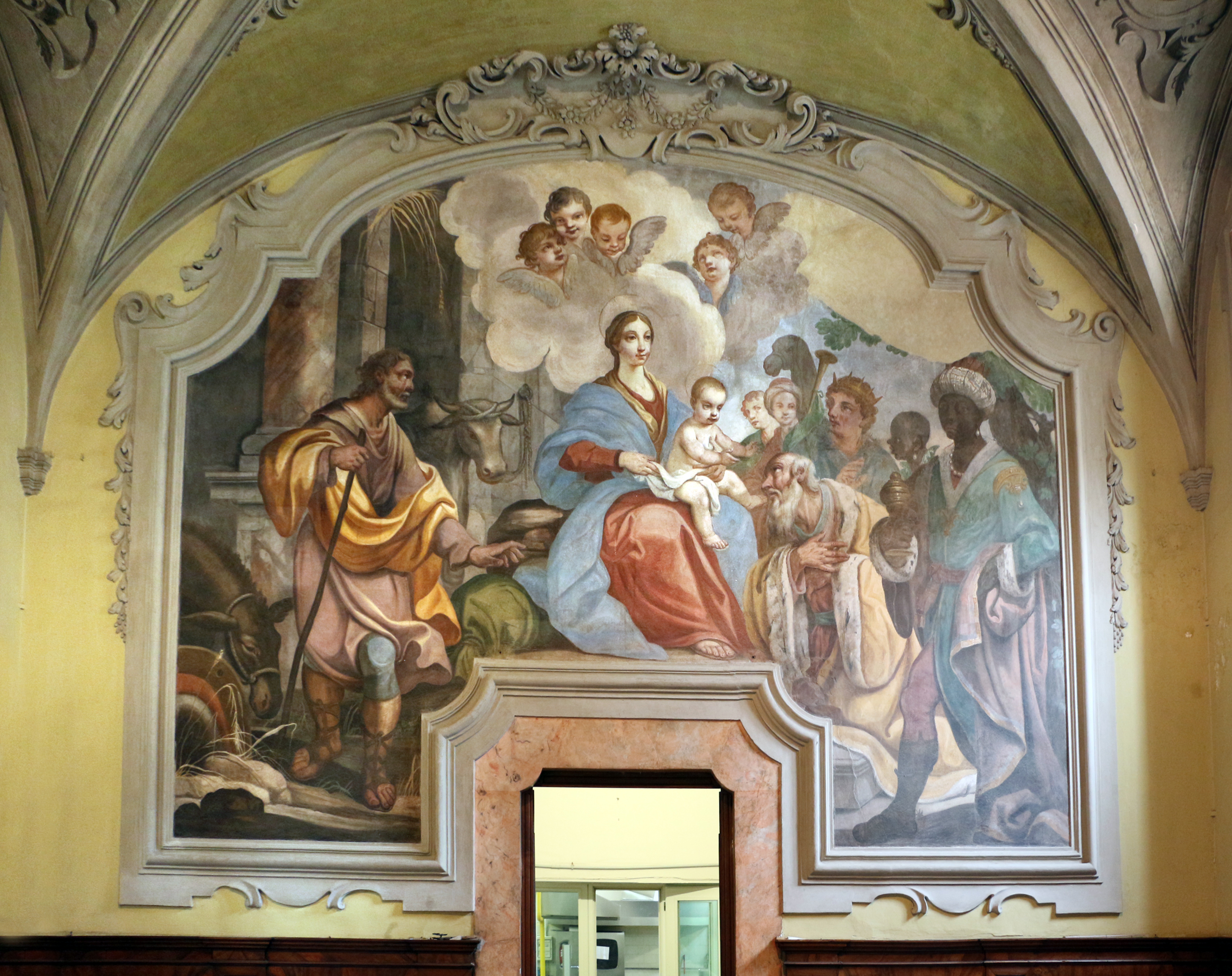
Affreschi nel refettorio del collegio Cicognini a Prato.

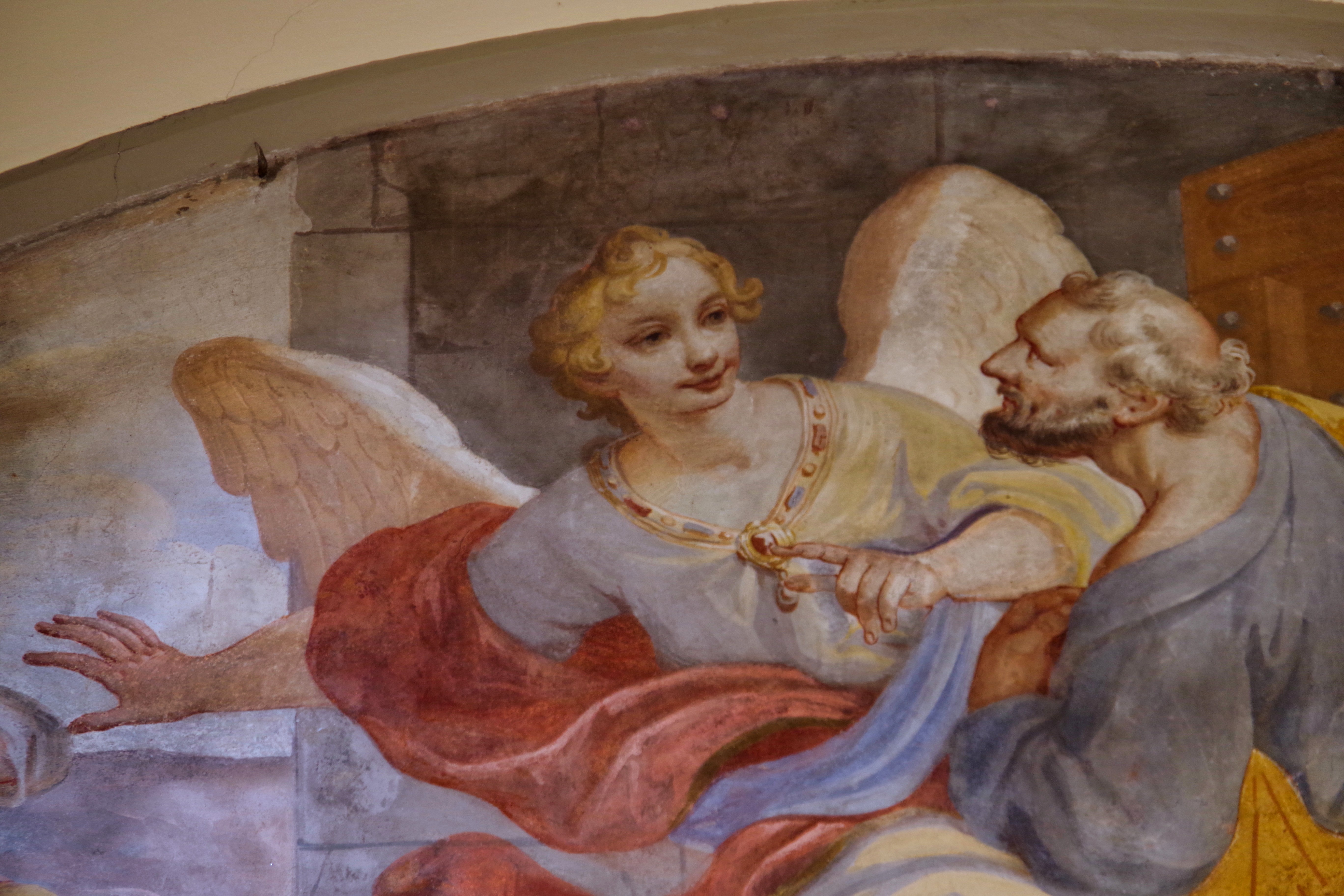
San Pietro e l'Angelo, chiesa di San Pietro a Montebuoni

Giacinto Fabbroni (Prato, 1711 – Firenze, 1783) è stato un pittore italiano.

## Biografia
Fu allievo nella bottega del pratese Pier Simone Vannetti, poi si trasferì a Bologna presso Donato Creti, dove stette dieci anni. 
Tornato in patria, nel 1739 è nota una sua prima opera, il Ritratto di Francesco Stefano di Lorena nel palazzo Comunale di Prato. In seguito si stabilì a Firenze, specializzandosi in dipinti a tema sacro, per la città e il contado. Si ricordano le pitture nella chiesa di San Pietro a Montebuoni sulla volta del presbiterio e le due lunette laterali raffiguranti rispettivamente San Pietro in gloria tra gli angeli e due episodi della sua vita: la Chiamata presso il lago di Genesaret e la Liberazione dal carcere. 
Nelle opere del Fabbroni si ravvisa uno stile che coniuga i modi bolognesi con gli indirizzi accademici fiorentini. 
Dal 1750 in poi il Fabbroni fu anche un attivo frescante, spesso in cantieri retti da suo fratello architetto Pier Giovanni, sia in chiese che in palazzi privati. 
Mantenne il suo stile, con un buon livello qualitativo, fin nella vecchiaia.